# Reggae Na Estrada
Reggae Na Estrada é uma canção do conjunto brasileiro de reggae Tribo de Jah do álbum de mesmo nome lançado em 1998.